# Filip Marković
Filip Marković (Čačak, Serbia, 3 de marzo de 1992) es un futbolista serbio que juega como centrocampista. Es hermano del también futbolista Lazar Marković.

## Carrera deportiva
Empezó su carrera deportiva formando parte del FK Teleoptik. La llegada de su hermano Lazar Marković al Benfica le animó a jugar en la Segunda división portuguesa la temporada 2013/14. 
Aouate aprovechó su relación con la empresa Lian Sports para reforzar el juego ofensivo del Mallorca con el jugador, que firmó en 2014 con el R. C. D. Mallorca.

## Clubes
| Club                 | País     | Año       |
| -------------------- | -------- | --------- |
| F. K. Teleoptik      | Serbia   | 2010-2013 |
| S. L. Benfica "B"    | Portugal | 2013-2014 |
| R. C. D. Mallorca    | España   | 2014-2015 |
| Royal Excel Mouscron | Bélgica  | 2015-2017 |
| R. C. Lens           | Francia  | 2017-2019 |
| Śląsk Wrocław        | Polonia  | 2019-2020 |
| F. K. Radnički Niš   | Serbia   | 2021      |